# Gomishan
Gomīshan (farsi گمیشان), o Gomīsh Tappeh (گميش تپه), è una città dello shahrestān di Torkaman, circoscrizione di Gomishan, nella provincia del Golestan. Aveva, nel 2006, una popolazione di 13.545 abitanti. Si trova sulla costa del mar Caspio a nord di Bandar-e Torkeman.